# Шишкодробилка
Шишкодроби́лка — (шелушилка шишки, шелушитель шишки) — приспособление, предназначенное для измельчения шишек с целью извлечения из них семян.
Теоретически шишкодробилкой можно измельчать любые шишки, однако в России эти приспособления используются, как правило, для измельчения шишек кедровой сибирской сосны (в Сибири) и кедровой корейской сосны (на Дальнем Востоке России) с целью извлечения кедровых орешков.
Сбором и переработкой кедровой шишки в России занимались ещё с давних времён. За время своего существования способ измельчения кедровых шишек претерпел значительные изменения. Если раньше использовались небольшие ручные приспособления для личных потребностей (известные в народе как «шелушилки»), то с развитием техники применяются механизированные агрегаты, способные перерабатывать до нескольких тонн кедровых шишек в день.

## Шелушилка
Шелуши́лка (ва́лёк) — самое простое приспособление для измельчения кедровых шишек, внешним видом напоминает стиральную доску или рубель для разглаживания одежды.
Состоит шелушилка из двух частей: подвижной («тёрка») и неподвижной. На обеих частях делаются поперечные насечки глубиной 1,5-2 см. На рабочую поверхность неподвижной части «на попа» ставится шишка, после чего по ней ударяют тёркой, от чего шишка раскрывается. Затем шишку переворачивают и рабочей поверхностью тёрки с усилием проводят по шишке, находящейся между рабочими поверхностями шелушилки. Данный способ измельчения обычно применяется в тайге, непосредственно на месте сбора шишек при малых объёмах обработки.

## Шишкодробилка
Для больших объёмов переработки выпускаются (или изготавливаются самостоятельно) шишкодробилки, действующие по принципу стержневой мельницы.
Рабочим органом является барабан с набитыми стальными штырями или просто гвоздями (шелушители), торчащими во все стороны. Барабан посажен на горизонтальный вал, который вращается вручную или с помощью двигателя. Приготовленные шишки засыпаются в бункер-накопитель, вращающийся барабан зажимает шишки между железными штырями и стенками шишкодробилки, что приводит к их измельчению. Образовавшаяся смесь из ореха, скорлупы и оснований шишек собирается в мешки или другие ёмкости для дальнейшей обработки.

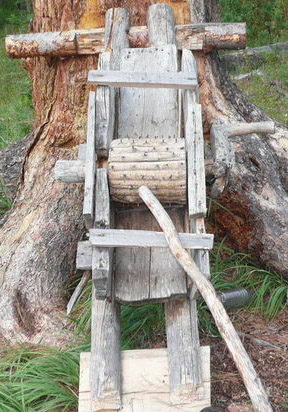
Шишкодробилка с ручным приводом, установлена на подставке
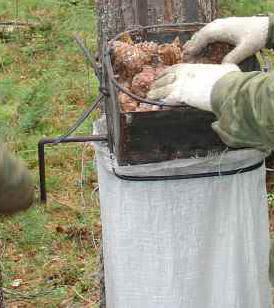
Шишкодробилка с ручным приводом, прикреплена к стволу дерева
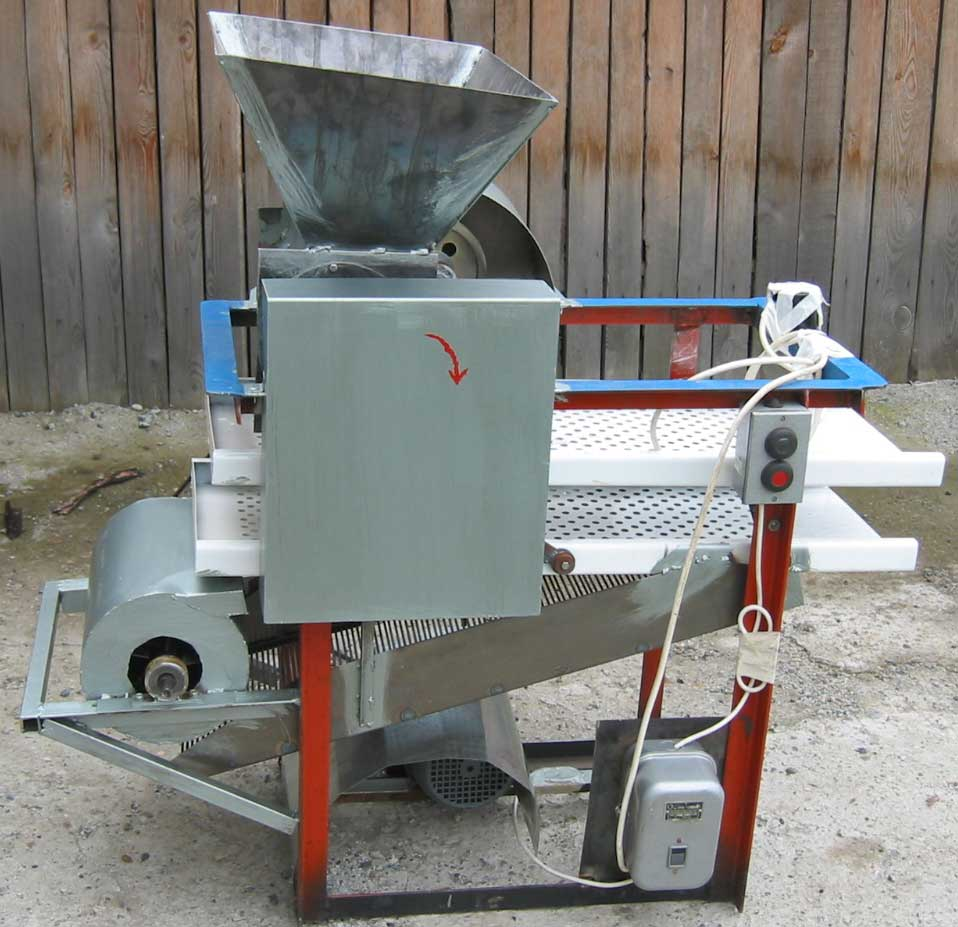
Шишкодробилка с электроприводом (~220 В)
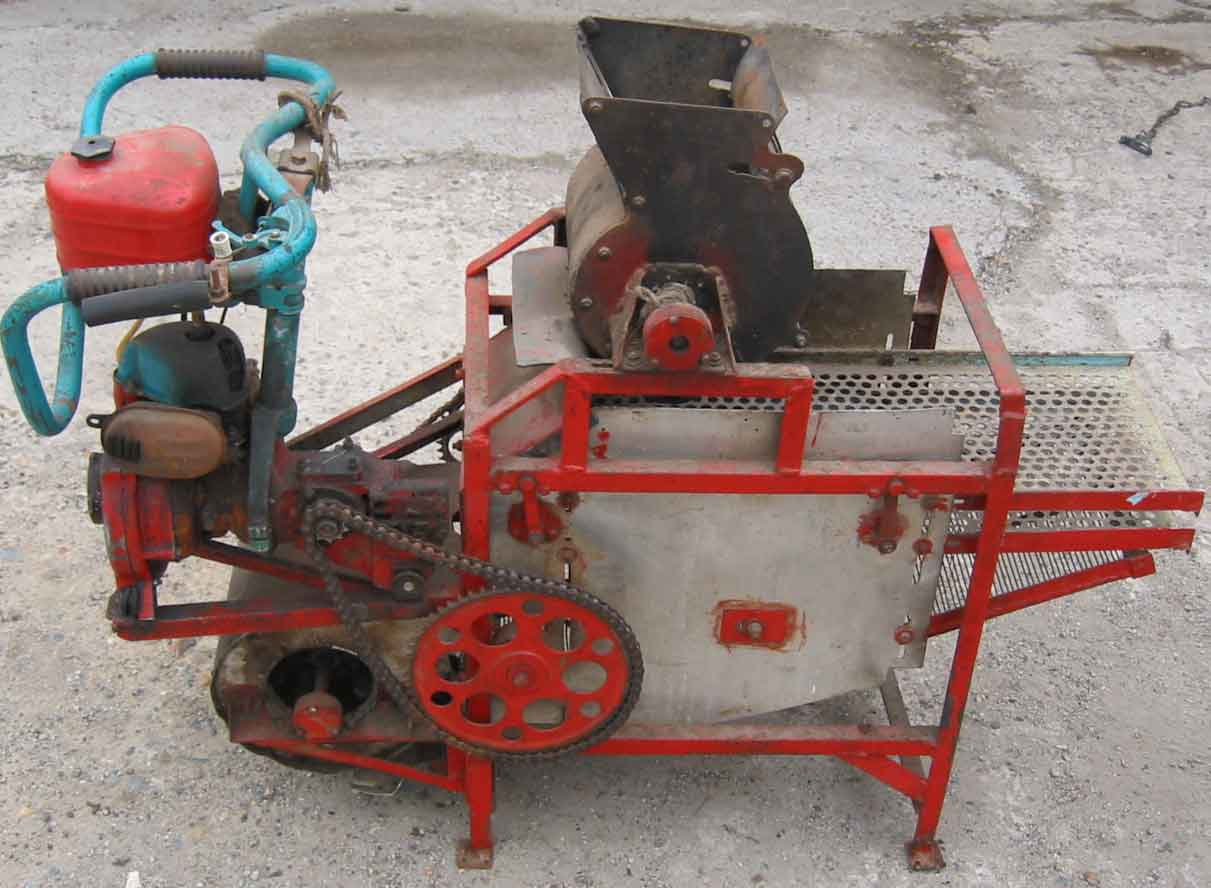
Шишкодробилка с приводом от двигателя бензопилы «Дружба»